# Муромский стрелочный завод
Муромский стрелочный завод — одно из промышленных предприятий города Мурома.

## История
«Муромский стрелочный завод» образован в 1928 году на базе небольших путевых ремонтных мастерских.
С сентября 1993 года создано открытое акционерное общество «Муромский стрелочный завод».
В октябре 2005 года служба по связям с общественностью сообщила о производстве продукции на сумму 1,4 млрд. руб., что на 21,2 % больше, чем за девять месяцев прошлого года. 
В конце января 2016 года стало известно о вступлении АО «Муромский стрелочный завод» в состав Союза строителей железных дорог (ССЖД).  
В январе 2017 года прошли  предварительные испытания стрелочного перевода типа Р-65 марки 1/22, который предназначен для линий высокоскоростного движения с максимальными скоростями по прямому и боковому направлениям 250 и 120 км/ч соответственно.
В августе 2017 года стало известно, что Муромский стрелочный завод осуществил укладку в путь нового стрелочного перевода. Укладка прошла в Иране, это был специально изготовленный перевод, типа UIC60, (колея 1435 мм) уложен на основном магистральном пути пассажирского и грузового движения близ станции Карадж (около 70 км от г. Тегеран).
В июне 2021 года стало известно о планах  АО "Муромский стрелочный завод" направит на реализацию инвестиционной программы 1,3 млрд рублей. Об этом сообщили на годовом отчете предприятия.

## Продукция
Первую продукцию выпустил в 1930 году. В годы Великой Отечественной войны на заводе был построен чугунолитейный цех, что позволило выпускать стрелочную продукцию упрощённой конструкции. Было изготовлено также свыше 15 тысяч ящиков для мин, оборудован банно-дезинфекционный поезд для фронта.
К началу 1992 года завод выпускал стрелочные переводы и крестовины с литыми сердечниками, уравнительные приборы и другую продукцию.